# Kommutator (matematik)
|  | Angående en elektrisk omskifter som periodisk vender strømmens retning, se kommutator |
 For alternative betydninger, se Kommutator. (Se også artikler, som begynder med Kommutator)
 Denne artikel bør gennemlæses af en person med fagkendskab for at sikre den faglige korrekthed.

I matematik indikerer kommutatoren hvor dårligt en bestemt binær operation kommuterer. Der anvendes forskellige definitioner i gruppeteori og ringteori.

## Gruppeteori
Kommutatoren af to elementer g og h i en gruppe G er elementet
[g, h] = g−1h−1gh
Den er lig med gruppens identitet hvis og kun hvis g og h kommuterer (dvs. hvis og kun hvis gh = hg).
N.B. Nogle steder vælges kommutatoren at defineres som
[g, h] = ghg−1h−1

### Identiteter
I det følgende angiver ax det x-konjugerede element x−1a x.
- [y,x] = [x,y] −1
- [[x,y−1],z] y [[y,z−1],x] z [[z,x−1],y]x = 1
- [xy,z] = [x,z]y [y,z]
- [x,yz] = [x,z] [x,y]z

Den anden identitet er også kendt under navnet Hall-Witt identiteten. Den er en gruppe-teoretisk analog af Jacobi-identiteten for den ring-teoretiske kommutator (se næste sektion).

## Ringteori
Kommutatoren af to elemeter a og b i en ring eller associativ algebra er defineret ved
[a, b] = ab − ba
Den er nul hvis og kun hvis a og b kommuterer. I lineær algebra haves at hvis to matricer kommuterer i en basis, vil de kommutere i enhver anden basis.
Kommutatoren af to operatorer defineret i et Hilbertrum er et vigtigt koncept i kvantemekanik, da den angiver hvor godt de to målbare størrelser beskrevet af operatorerne kan måles samtidigt. Usikkerhedsprincippet er i bund og grund en sætning om disse kommutatorer.
Ligeledes er antikommutatoren defineret som ab + ba, ofte skrevet { a, b }.

### Identiteter
Kommutatoren har de følgende egenskaber:
Lie-algebra relationer:

- [A,B] = − [B,A]
- [A,A] = 0
- [A,[B,C]] + [B,[C,A]] + [C,[A,B]] = 0

Yderligere relationer:

- [A,BC] = [A,B]C + B[A,C]
- [AB,C] = A[B,C] + [A,C]B
- [A,BC] = [AB,C] + [CA,B]
- [ABC,D] = AB[C,D] + A[B,D]C + [A,D]BC